# شيميات الشكل
شيميات الشكل (الاسم العلمي: Carangiformes) هي رتبة من الأسماك تتبع الفوق رتبة من طائفة شعاعيات الزعانف.

## التصنيف
- الشيميات
  - الشيم
  - الشيماني